# Пробуждение (сериал, 2021)
Пробуждение — российский сериал, ремейк одноимённого американского телесериала. Премьера состоялась 1 июля 2021 года на платформе ivi. Режиссёр — Эдуард Парри, главную роль исполнил — Евгений Миронов.

## Сюжет
Главный герой сериала — следователь, майор полиции Павел Фролов. Он много работает и мало времени проводит с семьёй — женой и сыном. Однажды семья Фроловых попадает в автомобильную аварию. Очнувшись в больнице, Павел понимает, что происходит что-то странное. Он как будто начинает жить в разных реальностях — в одной выжила его жена, в другой — его сын, а на запястье в зависимости от того, кто из них выжил, появляется соответствующая метка — крест или круг. Павел начинает расследование самого важного и сложного дела в своей жизни.

## Производство
В июле 2018 года Евгений Миронов в своих социальных сетях рассказал о начале съёмок сериала. По словам актёра, он и режиссёр Эдуард Парри («Остров ненужных людей», «Жили-Были») вместе со сценаристами переписывали сценарий, занимались его адаптацией. В частности, был переписан финал — в американской версии финал открытый, в российской напротив, даны ответы на все поставленные вопросы.
Для достоверности в описании работы следователя были приглашены консультанты-сотрудники уголовного розыска. Также над проектом работали судебные эксперты, психиатры, криминалисты, сотрудники СК и спасатели МЧС. Евгений Миронов в процессе подготовки к съёмкам занимался подводным плаванием и стрельбой.
Сериал снимали в Москве, среди локаций — «Москва-Сити», берег реки Пахры, парк «Зарядье», Музыкальная школа при Консерватории им. Чайковского, микрорайон «Северное Чертаново».
Съёмки были завершены в марте 2020 года.
Сериал входит в линейку проектов IVI Originals.

## В главных ролях
| Актёр              | Роль                                            |
| ------------------ | ----------------------------------------------- |
| Евгений Миронов    | Павел Фролов                                    |
| Наталия Вдовина    | жена Павла Светлана                             |
| Михаил Шведов      | сын Павла Кирилл                                |
| Агриппина Стеклова | Елена Владимировна Ельницкая, полковник полиции |
| Руслан Германн     | Миша                                            |
| Александр Робак    | Иван Андреевич Пушкин                           |
| Владимир Ильин     | Саныч                                           |
| Яна Сексте         | Вера, психотерапевт                             |
| Анастасия Стежко   | Оля, тренер по теннису                          |

## Награды
- В октябре 2021 года сериал стал самым просматриваемым сериалом на платформе IVI (по результатам 3го квартала)[10].
- Сериал вошёл в лонг-лист премии «Золотой Орёл» в номинации «Лучший сериал онлайн-платформы»[11].

## Критика
- Родион Чемонин, Film.ru

Сравнивать эти два телешоу бессмысленно, они совершенно разные по темпоритму, по монтажу, по накалу страстей и драматизму, но всё равно это тот самый редкий случай, когда – только не смейтесь – наш вариант смотрится интереснее. У «эн-би-сишного» варианта всё динамично, нет времени на раздумья, и, как следствие, всё впроброс, поверхностно и даже где-то поспешно.
- Маша Токмашева, Кино-театр.ру

За подробностями семейной психологии – а именно они, в основном, и занимают авторов русского «Пробуждения» в первых сериях – совсем на второй план отходит детективная составляющая, в оригинале все-таки подталкивающая главного героя к мысли о неслучайности аварии, разделившей его жизнь на до и после.
- Сергей Ефимов, Комсомольская Правда

Сериал представляет собой мрачный, тяготеющий к комикс-нуару полицейский процедурал с насыщенной мистической составляющей, где герой переживает нарастающее, все сильнее поглощающее его чувство вины.